# Ringwood (Nova Jersey)
Ringwood és una població dels Estats Units a l'estat de Nova Jersey. Segons el cens del 2007 tenia 12.704 habitants.

## Demografia
Segons el cens del 2000, Ringwood tenia 12.396 habitants, 4.108 habitatges, i 3.446 famílies. La densitat de població era de 189,5 habitants/km².
Dels 4.108 habitatges en un 42,1% hi vivien nens de menys de 18 anys, en un 73,5% hi vivien parelles casades, en un 7,8% dones solteres, i en un 16,1% no eren unitats familiars. En el 12,1% dels habitatges hi vivien persones soles el 3,6% de les quals corresponia a persones de 65 anys o més que vivien soles. El nombre mitjà de persones vivint en cada habitatge era de 3 i el nombre mitjà de persones que vivien en cada família era de 3,28.
Per edats la població es repartia de la següent manera: un 27,6% tenia menys de 18 anys, un 6% entre 18 i 24, un 30,7% entre 25 i 44, un 27,9% de 45 a 60 i un 7,9% 65 anys o més.
L'edat mediana era de 37 anys. Per cada 100 dones de 18 o més anys hi havia 95,3 homes.
La renda mediana per habitatge era de 81.636 $ i la renda mediana per família de 85.108 $. Els homes tenien una renda mediana de 60.097 $ mentre que les dones 36.005 $. La renda per capita de la població era de 31.341 $. Aproximadament el 2% de les famílies i el 2,8% de la població estaven per davall del llindar de pobresa.

## Poblacions més properes
El següent diagrama mostra les poblacions més properes.